# Мстислав Данилович
Мстисла́в Дани́лович (? — після 1292) — князь Луцький (1264— після 1292) і Володимирський   (1288— після 1292). Представник дому Романовичів, гілки Волинських Мономаховичів із династії Рюриковичів. Четвертий син короля Русі Данила Романовича. Князь Берестейський (1288 — після 1292), Теребовельський згодом і Волковийський.

## Біографія

### Початок князювання
Відомостей про цього князя маємо небагато. Переважно вони знаходяться в Галицько-Волинському літописі. Це джерело повідомляє, що Мстислав був четвертим сином короля Данила. Ще в молодому віці зі своїми родичами, князями Волині й Галичини, здійснював походи на ятвягів та литовців. Принаймні, літопис фіксує такі походи в 1274, 1275 роках. У той час походи на литовські землі мали життєво важливе значення для волинських князів. По-перше, литовські племена часто нападали на Волинь. Ці напади були спустошливі й становили велику проблему для місцевого населення. Не випадково про них згадується навіть у фольклорних творах. Напади ж волинських князів на литовців певним чином нейтралізовували ці набіги. По-друге, після татарської навали волинські князі шукали для себе земель, які б могли «сховати» їх від набігів ординців. Такими могли стати землі сучасної Білорусі, частково заселені литовцями, ятвягами, пруссами. Не даремно волинські князі, передусім Володимир Василькович, а потім Мстислав активно освоювали ці території, розбудовували їх. По-третє, освоєння вказаних земель відкривало доступ до Балтійського моря. А самі ці землі ставали важливою ланкою в балто-чорноморській торгівлі.
У Галицько-Волинському літописі говориться, що Мстислав разом із іншими галицькими й волинськими князями, знаходячись у «неволі татарській», змушений був брати участь разом з татарами в походах на Захід. Зокрема, 1280 року з ними він ходив на Польщу, 1285 року — на Угорщину, а 1287 року — знову на Польщу. Літописець спеціально підкреслював, що робив він це неохоче.
У літописній розповіді про похід татар на поляків 1287 року сказано, що їхній ватажок Телебуга наказав галицьким й волинським князям зустрічати його. Мстислав зустрів Телебугу на річці Горині. Це повідомлення дає підстави вважати, що він мав володіння на південному сході Волині, зокрема, в районі південної Погорини. Ця думку підтверджують й інші літописні згадки. Наприклад, в одному місці літопису оповідається, що князь Володимир Василькович послав до Мстислава послів, а ті знайшли князя в місті Стіжку. Це місто, яке знаходилося неподалік сучасного Кременця, відігравало важливу роль у обороні волинських земель від татар. Не даремно на вимогу їхнього провідника Бурундая в 1259 князь Лев зруйнував оборонні споруди цього міста. Проте, очевидно, Мстиславові вдалося їх відновити й Стіжок знову став князівською резиденцією.

### Уділи Мстислава
У Галицько-Волинському літописі згадується, що Мстислав володів Луцьком та Дубном. І, судячи з деяких повідомлень, саме Луцьк був його основною резиденцією. Наприклад, біля Луцька, у селі Гай, Мстислав приймав мазовецького князя Конрада. Ймовірно, за князя Мстислава відбулося формування Луцького князівства. Також була створена Луцька єпархія. Принаймні, до князювання Мстислава згадок про цю єпархію немає. Як правило, в той час межі єпархій збігалися з межами князівств. Тому, судячи з пізніше відомих нам меж Луцької єпархії, можемо говорити, що землі Луцького князівства охоплювали південно-східні території сучасної Волинської області, південну частину нинішньої Рівненської та північні частини Тернопільської й Хмельницької областей.
Принагідно варто зазначити, що це були неспокійні землі. Вони межували із територіями, які безпосередньо контролювалися татарами. Ці землі часто ставали об'єктами набігів ординців. І Мстиславу доводилося багато уваги приділяти облаштуванню оборонних споруд у своєму князівстві.

### Долучення Володимирського князівства
Очевидно, саме піклування за свої землі стало далеко не останнім чинником того, що 1287 року, коли постало питання про успадкування багатого Володимирського князівства, що належало Володимиру Васильковичу, останній вирішив передати його Мстиславу.
Це сталося під час спільного походу татар і волинсько-галицьких князів на Польщу. Володимир Василькович у присутності ханів Телебуги й Алгуя зробив заяву, що, оскільки він не має дітей, то після смерті віддає «землю свою всю і городи» брату Мстиславу. Про це повідомили князя Лева та його сина Юрія, котрі претендували на волинські землі. Така заява видається добре продуманим кроком. Володимир Василькович сподівався, що ординські хани, васалами яких вважалися волинсько-галицькі князі, стануть гарантами виконання його волі.
Володимир Василькович, не бажаючи йти з татарами на поляків, подався на Волинь, а звідти — до містечка Кам'янця, що лежало на північ від Берестя. Тут до нього дійшла вістка, що Мстислав «оддає город Всеволж боярам і села роздає». Це його вкрай обурило. "І послав, — пише літописець, — Володимир посла свого з жалобою до брата свого Мстислава, кажучи: «Брате! Ти мене ані на війні не взяв, ні списом мене не здобув єси, ні із городів не вибив мене єсмь, раттю прийшовши на мене, — а так чиниш ти надо мною! Ти мені брат єсть, а другий мені брат — Лев, а синовець мені — Юрій. Я ж із вас трьох вибрав єсмь тебе одного і дав тобі єсмь землю свою всю і городи по своїм животті. А за мого ж живоття не вмішуватися тобі ні в що».
Мстислав же через посла почав виправдовуватися, казати, що він шанує Володимира Васильковича, як свого батька, і готовий йому служити. Однак Володимир, не покладаючись на усні домовленості і не маючи певності в діях свого наступника, вирішив укласти письмовий «Заповіт», у якому би обумовлювалася передача його спадку. Для цього спеціально викликав Мстислава до городка Рай, де лежав важко хворим. Тут і був написаний цей «Заповіт». Текст даного «Заповіту» вписаний у Галицько-Волинський літопис і є цікавим пам'ятником правової думки того часу.
Далі у літописі оповідається, що Мстислав отримав грамоту від Володимира Васильковича на його володіння. Із нею поїхав у місто Володимир, де вона була зачитана у церкві святої Богородиці. Мстислав відразу ж хотів приступити до правління. Однак Володимир Василькович не дав йому цього зробити, сказавши, що той буде правити у Володимирі тільки після його смерті.
Знаючи, що Володимир Василькович передав свої володіння Мстиславові, галицькі князі Лев та його син Юрій, котрі претендували на ці землі, спробували вдатися до хитрощів, щоб заволодіти Берестейською землею. Берестяни послали послів до Володимира з проханням передати свій уділ Юрію Львовичу. Проте Володимир Василькович їм відмовив, пославшись, що обіцяв її Мстиславу.
Те, що для волинсько-галицьких князів відроджена Берестейщина важила дуже багато, засвідчують також події після смерті Володимира Васильковича. Князь Юрій Львович, скориставшись нагодою, захоплює ці землі (Берестя, Кам'янець і Більськ). Мстислав же погрожує, що звернеться до ординських ханів, які виступили гарантами виконання волі Володимира Васильковича. Це справляє враження. І Юрій Львович, побоюючись татарського втручання, полишає Берестейщину.
На питання, чому Володимир Василькович не хотів віддавати своїх земель (чи, принаймні, їхньої частини) Леву та його сину Юрію, М.Грушевський вважав таку поведінку нерозумною. Цей князь, на його думку, «не дуже мудро поступив, давши себе повести своїм особистим антипатіям до талановитого й енергійного Льва і через сї антипатії подарувавши своє князівство, наче окрасу з своєї гардероби, нездарному Мстиславу, замість аби злучити своїм тестаментом Волинь з Галичиною і тим повернути давню силу й значіннє Галицько-волинській державі. Лев і Юрий потрапили б ту силу й значіннє репрезентувати». Подібні погляди на це питання поділяють й інші дослідники.
На перший погляд, поведінка Володимира Васильковича щодо передачі свого спадку була викликана особистими симпатіями й антипатіями. Насправді, справа стояла глибше. Володимир Василькович бачив у Мстиславі людину, яка б продовжила його політику, котра спиралася не стільки на військову силу, скільки на дипломатію. Ця політика виражалася в поступовому дистанціювання від татар, обережній експансії на північ і захід, а також у розбудові своєї держави.
Тому вибір Володимира Васильковича на користь Мстислава не видається випадковим. І навіть коли Мстислав почав виявляти надмірне владолюбство й чинити дії, що не подобалися Володимиру Васильковичу, той не відступився від свого наміру. На початку свого правління у Володимирському князівстві Мстиславу довелося зустрітися із складною, конфліктною ситуацією, коли його землі захопив князь Юрій. Проте цей конфлікт він зумів вирішити не військовим, а дипломатичним шляхом.

### Внутрішня політика Мстислава
Із Галицько-Волинського літопису відомо, що і Мстислав, як і його попередник, приділяв увагу будівництву оборонних споруд, а також культурній діяльності, зокрема, будівництву храмів. Так, у 1289 р. Мстислав заклав оборонну вежу в місті Чорторийську. Того ж року спорудив церкву на честь праведників Іоакима та Анни, як припускають, на могилі своєї бабці, візантійської княжни Анни Марії.
Вдаючись переважно до дипломатичних дій, він зумів розширити свої володіння. У 1289 р. «литовський князь Будикид і брат його Будивид дали князю Мстиславу город свій Волковийськ, щоб з ними він мир держав». У васальній залежності від Мстислава опинилася не лише Мазовія, а й Сандомирське князівство.
Літописець, характеризуючи володіння Мстислава, писав так: «Він держав мир із навколишніми землями: з Ляхами, і з Німцями, і з Литвою, [а] землю свою держав величиною аж по татар, а сюди — по Ляхи і по Литву». Тобто його держава становила значну частину земель сучасної України.
На жаль, остання частина Галицько-Волинського літопису, де ведеться мова про Мстислава, різко обривається. Проте немає сумніву, що цей князь лишив помітний слід у історії Волині. Дехто з дослідників вважає його «протопластом князів Острозьких». Дійсно, ця версія видається доволі правдоподібною. Адже Острозькі вважали себе нащадками короля Данила. Їхнє домоначальне місто Острог знаходилося в межах колишнього Луцького князівства Мстислава й Луцької єпархії. З часом ця єпархія почала іменуватися Луцько-Острозькою. Як і Мстислав, Острозькі приділяли велику увагу захисту своїх земель, будівництву оборонних споруд, а також культурному розвитку. Очевидно, вони перейняли естафету від свого ймовірного предка.

## Сім'я
- Батько: Данило (1202—1264), князь галицький (1205—1206, 1211—1212, 1230—1232, 1233—1234, 1238—1264), володимирський (1205—1208, 1215—1238), київський (1239—1240), галицько-волинський (1238—1264), король Русі (1253—1264)
- Дружина (з 1253): NN, дочка половецького хана Тейгака.
- Син: Данило (?—після 1280)